# Bruno Maderna
Bruno Maderna (21. dubna 1920 Benátky – 13. listopadu 1973 Darmstadt) byl italský dirigent a hudební skladatel.

## Život
Narodil se v Benátkách jako Bruno Grossato, ale později se rozhodl přijmout příjmení své matky Cateriny. Ve věku čtyř let osiřel a ujala se ho bohatá veronská žena Irma Manfrediová, která dbala na jeho hudební vzdělání. Byl zázračným dítětem a již v raných třicátých letech vystupoval jako hráč na housle a dirigent. V letech 1937–40 studoval na římské konzervatoři, pak se vrátil do Benátek a pokračoval ve studiu hudby. Z jeho učitelů na něj měl největší vliv Hermann Scherchen, který ho seznámil s dodekafonií a druhou vídeňskou školou. Roku 1950 začal Maderna mezinárodní kariéru jako dirigent, postupně působil na řadě míst Evropy, od 60. let i v USA. Byl také činný jako muzikolog, organizátor hudebního života a hudební pedagog, vedle toho našel čas i na komponování. Roku 1963 zvolil za své stálé sídlo německý Darmstadt, kde později také zemřel na rakovinu plic. V té době již měl i německé občanství.
Jako skladatel se věnoval velkému množství žánrů. Skládal instrumentální, komorní i elektronickou hudbu, tvořil příležitostné skladby pro rádio a televizi, filmovou hudbu i transkripce a edice děl staré hudby. Důležitou součást jeho hudby tvoří nástrojové koncerty: jeden houslový, jeden pro dva klavíry, dva pro jeden klavír, několik flétnových a tři napsal pro svůj oblíbený hoboj.